# Переулок Расковой
Переу́лок Раско́вой (до 3 июля 1948 года — Ша́йкин переу́лок, до 1938 года — Ша́йкин тупи́к) — переулок, расположенный в Северном административном округе города Москвы на территории района Беговой.

## История

Мемориальная табличка на доме в переулке Расковой

Переулок получил современное название в память о лётчице, Герое Советского Союза М. М. Расковой (1912—43). До 3 июля 1948 года назывался Ша́йкин переу́лок, до 1938 года — Ша́йкин тупи́к по фамилии домовладельца.

## Расположение
Переулок Расковой проходит от улицы Правды на северо-запад до улицы Расковой. Нумерация домов начинается от улицы Правды.

## Примечательные здания и сооружения
По нечётной стороне:
По чётной стороне:
- д. 16/26, к. 1, во дворе которого сохранился фонарный столб с символикой VI Всемирного фестиваля молодежи и студентов, проходившего в Москве в 1957 году

## Транспорт

### Наземный транспорт
По переулку Расковой не проходят маршруты наземного общественного транспорта. У северо-западного конца переулка, на улице Расковой, расположена остановка автобусов 82, 382 «Магазин „Свет“».

### Метро
- Станции метро «Белорусская» Замоскворецкой линии и «Белорусская» Кольцевой линии (соединены переходом) — южнее переулка, на площади Белорусского Вокзала
- Станции метро «Динамо» Замоскворецкой линии и «Петровский парк» Большой кольцевой линии (соединены переходом) — северо-западнее переулка, на Ленинградском проспекте
- Станции метро «Савёловская» Серпуховско-Тимирязевской линии и «Савёловская» Большой кольцевой линии (соединены переходом) — северо-восточнее переулка, на площади Савёловского Вокзала

### Железнодорожный транспорт
- Белорусский вокзал — южнее переулка, на площади Белорусского Вокзала
- Савёловский вокзал — северо-восточнее переулка, на площади Савёловского Вокзала
- Платформа «Савёловская» Алексеевской соединительной линии — северо-восточнее переулка, на площади Савёловского Вокзала